# Rhizophoraceae
Famille
Classification APG III (2009)
Les Rhizophoraceae (les Rhizophoracées) est une famille de plantes à fleurs dicotylédones de l'ordre des Malpighiales qui comprend 15 genres pour 149 espèces au total.
Ce sont des arbres et des arbustes, à racines aériennes, des milieux humides et salées des régions tropicales. Le principal genre est Cassipourea avec 69 espèces.
C'est dans cette famille que l'on rencontre les palétuviers et d'autres plantes constituant la mangrove.

## Étymologie
Le nom vient du genre type Rhizophora composé des mots grecs ρίζα / rhiza), racine, et φόρων / foron, porter, en référence aux racines "sur pilotis" (en forme d'échasses) ou aux graines qui germent sur l'arbre.

## Classification
La classification phylogénétique APG (1998) situe cette famille dans l'ordre des Malpighiales.
La classification phylogénétique APG II (2003) permet d'inclure, optionnellement, la famille Erythroxylacées.
La classification phylogénétique APG III (2009) n'inclut pas la famille Erythroxylacées.

## Liste des genres
Selon Catalogue of Life (Septembre 2015) :
- Anopyxis
- Blepharistemma
- Bruguiera
- Carallia
- Cassipourea
- Ceriops
- Comiphyton
- Crossostylis
- Gynotroches
- Kandelia
- Macarisia
- Paradrypetes
- Pellacalyx
- Rhizophora
- Sterigmapetalum

## Liste des espèces
Selon Catalogue of Life (Juillet 2015) :
- genre Anopyxis
  - Anopyxis klaineana
- genre Blepharistemma
  - Blepharistemma membranifolia
- genre Bruguiera
  - Bruguiera conjugata
  - Bruguiera cylindrica
  - Bruguiera decandra
  - Bruguiera gymnorhiza
    - Bruguiera gymnorhiza f. alba

  - Bruguiera hainesii
  - Bruguiera parviflora
  - Bruguiera rhynchopetala
  - Bruguiera sexangula
- genre Carallia
  - Carallia borneensis
  - Carallia brachiata
  - Carallia calophylloidea
  - Carallia coriifolia
  - Carallia eugenioidea
  - Carallia garciniifolia
  - Carallia hulstijnii
  - Carallia longipes
  - Carallia orophila
  - Carallia papuana
  - Carallia paucinervia
  - Carallia pectinifolia
  - Carallia suffruticosa
- genre Cassipourea
  - Cassipourea acuminata
  - Cassipourea adamauensis
  - Cassipourea adamii
  - Cassipourea afzelii
  - Cassipourea alternifolia
  - Cassipourea annoboensis
  - Cassipourea atanganae
  - Cassipourea barteri
  - Cassipourea brittoniana
  - Cassipourea calimensis
  - Cassipourea carringtoniana
  - Cassipourea celastroides
  - Cassipourea ceylanica
  - Cassipourea congoensis
  - Cassipourea delphinensis
  - Cassipourea dinklagei
  - Cassipourea eketensis
  - Cassipourea ellipticifolia
  - Cassipourea euryoides
  - Cassipourea evrardii
  - Cassipourea fanshawei
  - Cassipourea firestoneana
  - Cassipourea flanaganii
  - Cassipourea floribunda
  - Cassipourea gerrardii
  - Cassipourea glomerata
  - Cassipourea gossweileri
  - Cassipourea guianensis
    - Cassipourea guianensis var. serrata

  - Cassipourea gummiflua
    - Cassipourea gummiflua subsp. gummiflua
    - Cassipourea gummiflua subsp. ugandensis
    - Cassipourea gummiflua var. verticillata

  - Cassipourea hiotou
  - Cassipourea huillensis
  - Cassipourea killipii
  - Cassipourea korupensis
  - Cassipourea lanceolata
  - Cassipourea lasiocalyx
  - Cassipourea le-testui
  - Cassipourea leptoclada
  - Cassipourea leptoneura
  - Cassipourea lescotiana
  - Cassipourea louisii
  - Cassipourea madagascariensis
  - Cassipourea malosana
  - Cassipourea microphylla
  - Cassipourea mossambicensis
  - Cassipourea myriocarpa
  - Cassipourea nana
  - Cassipourea ndambiana
  - Cassipourea ndando
  - Cassipourea nialatou
  - Cassipourea obtusa
  - Cassipourea ovata
  - Cassipourea paludosa
  - Cassipourea peruviana
  - Cassipourea phoeotricha
  - Cassipourea plumosa
  - Cassipourea pumila
  - Cassipourea rotundifolia
  - Cassipourea ruwensorensis
  - Cassipourea schizocalyx
  - Cassipourea sericea
  - Cassipourea spruceana
  - Cassipourea subcordata
  - Cassipourea subsessilis
  - Cassipourea swaziensis
  - Cassipourea thomassettii
  - Cassipourea trichosticha
  - Cassipourea vilhenae
  - Cassipourea zenkeri
- genre Ceriops
  - Ceriops australis
  - Ceriops decandra
  - Ceriops pseudodecandra
  - Ceriops tagal
- genre Comiphyton
  - Comiphyton gabonense
- genre Crossostylis
  - Crossostylis bibanksiana
  - Crossostylis biflora
  - Crossostylis dimera
  - Crossostylis grandiflora
  - Crossostylis harveyi
  - Crossostylis multiflora
  - Crossostylis parksii
  - Crossostylis pendunculata
  - Crossostylis raiateensis
  - Crossostylis richii
  - Crossostylis sebertii
  - Crossostylis seemannii
- genre Gynotroches
  - Gynotroches axillaris
- genre Kandelia
  - Kandelia candel
  - Kandelia obovata
- genre Macarisia
  - Macarisia capuronii
  - Macarisia ellipticifolia
  - Macarisia emarginata
  - Macarisia humbertiana
  - Macarisia lanceolata
  - Macarisia nossibeensis
  - Macarisia pyramidata
- genre Paradrypetes
  - Paradrypetes ilicifolia
  - Paradrypetes subintegrifolia
- genre Pellacalyx
  - Pellacalyx axillaris
  - Pellacalyx cristatus
  - Pellacalyx lobbii
  - Pellacalyx parkinsonii
  - Pellacalyx pustulatus
  - Pellacalyx saccardians
  - Pellacalyx symphiodiscus
  - Pellacalyx yunnanensis
- genre Rhizophora
  - Rhizophora apiculata
  - Rhizophora harrisonii
  - Rhizophora mangle
  - Rhizophora mucronata
  - Rhizophora racemosa
  - Rhizophora samonensis
  - Rhizophora selala
  - Rhizophora stylosa
  - Rhizophora tomlinsonii
- genre Sterigmapetalum
  - Sterigmapetalum chrysophyllum
  - Sterigmapetalum colombianum
  - Sterigmapetalum exappendiculatum
  - Sterigmapetalum guianense
    - Sterigmapetalum guianense subsp. guianense
    - Sterigmapetalum guianense subsp. ichunense

  - Sterigmapetalum heterodoxum
  - Sterigmapetalum obovatum
  - Sterigmapetalum plumeum
  - Sterigmapetalum resinosum
  - Sterigmapetalum tachirense